# Harald Hægermark
Harald Oskar Hægermark, född 13 november 1894 i Torsångs församling i Kopparbergs län, död 20 mars 1965 i Strängnäs stadsförsamling i Södermanlands län, var en svensk militär.

## Biografi
Hægermark avlade studentexamen i Örebro 1912. Han avlade officersexamen vid Krigsskolan 1914 och utnämndes samma år till underlöjtnant vid Västmanlands regemente, där han befordrades till löjtnant 1918 och blev regementsadjutant 1920. Han gick instruktörskurs vid Gymnastiska centralinstitutet 1919–1920 och studerade vid Krigshögskolan 1920–1922. Han var generalstabsaspirant 1924–1926, utnämndes till kapten 1926 och var detaljchef vid Generalstaben 1926–1933 samt tjänstgjorde vid Upplands regemente 1929–1933 och vid Södermanlands regemente 1933–1935. Han befordrades till major 1935, var lärare i stabstjänst vid Krigshögskolan 1935–1939, var sekreterare i kommittén för utarbetande av fältreglemente 1935–1937, befordrades till överstelöjtnant 1938 och tjänstgjorde vid Norra skånska infanteriregementet 1939–1941. År 1941 utnämndes han till överste i Generalstabskåren, varpå han 1941–1942 var chef för Expeditionsavdelningen i Arméstaben, 1942–1945 var chef för Signalregementet och 1945–1951 var ställföreträdande militärbefälhavare i V. militärområdet. Hægermark befordrades till generalmajor 1951 och var militärbefälhavare i II. militärområdet 1951–1960, varpå han 1960 inträdde som generallöjtnant i reserven.
Harald Hægermark invaldes 1939 som ledamot av Kungliga Krigsvetenskapsakademien.
Harald Hægermark var son till kyrkoherden Richard Hægermark och Ida Levin. Han gifte sig 1922 med Aina Tour (1898–1992). De fick tre barn.

## Utmärkelser
- Riddare av första klass av Svärdsorden, 1934.[10]
- Riddare av första klass av Vasaorden, 1934.[11]
- Kommendör av andra klass av Svärdsorden, 6 juni 1945.[12]
- Kommendör av första klass av Svärdsorden, 6 juni 1947.[13]
- Kommendör med stora korset av Svärdsorden, 6 juni 1958.[14]
- Riddare av första klassen av Finlands Vita Ros’ orden.[2]